# Planolinoides pectoralis
Planolinoides pectoralis är en skalbaggsart som beskrevs av Leconte 1857. Planolinoides pectoralis ingår i släktet Planolinoides och familjen Aphodiidae. Inga underarter finns listade i Catalogue of Life.